# Comuni della Repubblica Ceca (Š)
Questa pagina contiene l'elenco dei comuni cechi il cui nome inizia con la lettera Š.
Per ciascun comune sono indicati il distretto e la regione d'appartenenza. I comuni che hanno lo status di città (město) sono indicati in grassetto, quelli che hanno lo status di comune mercato (městys) in corsivo.
| Comune                            | Distretto        | Regione             |
| --------------------------------- | ---------------- | ------------------- |
| Šabina                            | Sokolov          | Karlovy Vary        |
| Šafov                             | Znojmo           | Moravia meridionale |
| Šakvice                           | Břeclav          | Moravia meridionale |
| Šanov (Boemia centrale)           | Rakovník         | Boemia centrale     |
| Šanov (Zlín)                      | Zlín             | Zlín                |
| Šanov (Moravia meridionale)       | Znojmo           | Moravia meridionale |
| Šaplava                           | Hradec Králové   | Hradec Králové      |
| Šaratice                          | Vyškov           | Moravia meridionale |
| Šardice                           | Hodonín          | Moravia meridionale |
| Šárovcova Lhota                   | Jičín            | Hradec Králové      |
| Šarovy                            | Zlín             | Zlín                |
| Šatov                             | Znojmo           | Moravia meridionale |
| Šebestěnice                       | Kutná Hora       | Boemia centrale     |
| Šebetov                           | Blansko          | Moravia meridionale |
| Šebířov                           | Tábor            | Boemia meridionale  |
| Šebkovice                         | Třebíč           | Vysočina            |
| Šebrov-Kateřina                   | Blansko          | Moravia meridionale |
| Šedivec                           | Ústí nad Orlicí  | Pardubice           |
| Šelešovice                        | Kroměříž         | Zlín                |
| Šemnice                           | Karlovy Vary     | Karlovy Vary        |
| Šenov                             | Ostrava          | Moravia-Slesia      |
| Šenov u Nového Jičína             | Nový Jičín       | Moravia-Slesia      |
| Šerkovice                         | Brno-venkov      | Moravia meridionale |
| Šestajovice (Hradec Králové)      | Náchod           | Hradec Králové      |
| Šestajovice (Boemia centrale)     | Praha-východ     | Boemia centrale     |
| Šetějovice                        | Benešov          | Boemia centrale     |
| Ševětín                           | České Budějovice | Boemia meridionale  |
| Šilheřovice                       | Opava            | Moravia-Slesia      |
| Šimanov                           | Jihlava          | Vysočina            |
| Šimonovice                        | Liberec          | Liberec             |
| Šindelová                         | Sokolov          | Karlovy Vary        |
| Šípy                              | Rakovník         | Boemia centrale     |
| Široká Niva                       | Bruntál          | Moravia-Slesia      |
| Široký Důl                        | Svitavy          | Pardubice           |
| Šišma                             | Přerov           | Olomouc             |
| Šitbořice                         | Břeclav          | Moravia meridionale |
| Škrdlovice                        | Žďár nad Sázavou | Vysočina            |
| Škvorec                           | Praha-východ     | Boemia centrale     |
| Škvořetice                        | Strakonice       | Boemia meridionale  |
| Šlapanice                         | Brno-venkov      | Moravia meridionale |
| Šlapanice (Boemia centrale)       | Kladno           | Boemia centrale     |
| Šlapanov                          | Havlíčkův Brod   | Vysočina            |
| Šléglov                           | Šumperk          | Olomouc             |
| Šluknov                           | Děčín            | Ústí nad Labem      |
| Šonov                             | Náchod           | Hradec Králové      |
| Šošůvka                           | Blansko          | Moravia meridionale |
| Špičky                            | Přerov           | Olomouc             |
| Špindlerův Mlýn                   | Trutnov          | Hradec Králové      |
| Štáblovice                        | Opava            | Moravia-Slesia      |
| Šťáhlavy                          | Plzeň-město      | Plzeň               |
| Štarnov                           | Olomouc          | Olomouc             |
| Štědrá                            | Karlovy Vary     | Karlovy Vary        |
| Štěchov                           | Blansko          | Moravia meridionale |
| Štěchovice (Boemia centrale)      | Praha-západ      | Boemia centrale     |
| Štěchovice (Boemia meridionale)   | Strakonice       | Boemia meridionale  |
| Štěkeň                            | Strakonice       | Boemia meridionale  |
| Štěměchy                          | Třebíč           | Vysočina            |
| Štěnovice                         | Plzeň-jih        | Plzeň               |
| Štěnovický Borek                  | Plzeň-město      | Plzeň               |
| Štěpánkovice                      | Opava            | Moravia-Slesia      |
| Štěpánov                          | Olomouc          | Olomouc             |
| Štěpánov nad Svratkou             | Žďár nad Sázavou | Vysočina            |
| Štěpánovice (Moravia meridionale) | Brno-venkov      | Moravia meridionale |
| Štěpánovice (Boemia meridionale)  | České Budějovice | Boemia meridionale  |
| Štěpkov                           | Třebíč           | Vysočina            |
| Šternberk                         | Olomouc          | Olomouc             |
| Štětí                             | Litoměřice       | Ústí nad Labem      |
| Štětkovice                        | Příbram          | Boemia centrale     |
| Štíhlice                          | Praha-východ     | Boemia centrale     |
| Štichov                           | Domažlice        | Plzeň               |
| Štichovice                        | Plzeň-sever      | Plzeň               |
| Štipoklasy                        | Kutná Hora       | Boemia centrale     |
| Štítary                           | Znojmo           | Moravia meridionale |
| Štítina                           | Opava            | Moravia-Slesia      |
| Štítná nad Vláří-Popov            | Zlín             | Zlín                |
| Štítov                            | Rokycany         | Plzeň               |
| Štíty                             | Šumperk          | Olomouc             |
| Štoky                             | Havlíčkův Brod   | Vysočina            |
| Štramberk                         | Nový Jičín       | Moravia-Slesia      |
| Študlov (Pardubice)               | Svitavy          | Pardubice           |
| Študlov (Zlín)                    | Vsetín           | Zlín                |
| Šubířov                           | Prostějov        | Olomouc             |
| Šumavské Hoštice                  | Prachatice       | Boemia meridionale  |
| Šumice (Moravia meridionale)      | Brno-venkov      | Moravia meridionale |
| Šumice (Zlín)                     | Uherské Hradiště | Zlín                |
| Šumná                             | Znojmo           | Moravia meridionale |
| Šumperk                           | Šumperk          | Olomouc             |
| Šumvald                           | Olomouc          | Olomouc             |
| Švábenice                         | Vyškov           | Moravia meridionale |
| Švábov                            | Jihlava          | Vysočina            |
| Švihov (Plzeň)                    | Klatovy          | Plzeň               |
| Švihov (Boemia centrale)          | Rakovník         | Boemia centrale     |